# キイイトラッキョウ
キイイトラッキョウ（学名: Allium kiiense）はネギ属の植物の1つで、ラッキョウを小さくしたような植物。渓流沿いに生え、分布が限られる。

## 特徴
地下に鱗茎があり、地上に細い葉と花茎を出し、冬には地上部が枯れる。鱗茎は長楕円形で細長く、長さ2センチメートル（cm）ほど。葉は細くて長さ10 - 20 cm。径は1ミリメートル（mm）程で、断面は円形で中空、花時には3 - 5枚の根出葉がある。花茎には葉がつかない。葉を切って水中に差し入れて口で吹くと、泡が出るので中空になっていることが確認できる。これはかつて本種をその変種として同種と見なされたイトラッキョウとの区別法として簡便なものである。
花期は10 - 11月。花茎の高さは15 - 30 cmほど。花は横向きか斜め下向きに咲く。花被はかなり濃い赤紫で、子房も赤みを帯びる。雄蘂は長さ9 mmほどで、基部が横に伸びて互いに繋がって環状となり、またこの部分は花被片の基部とも癒合する。

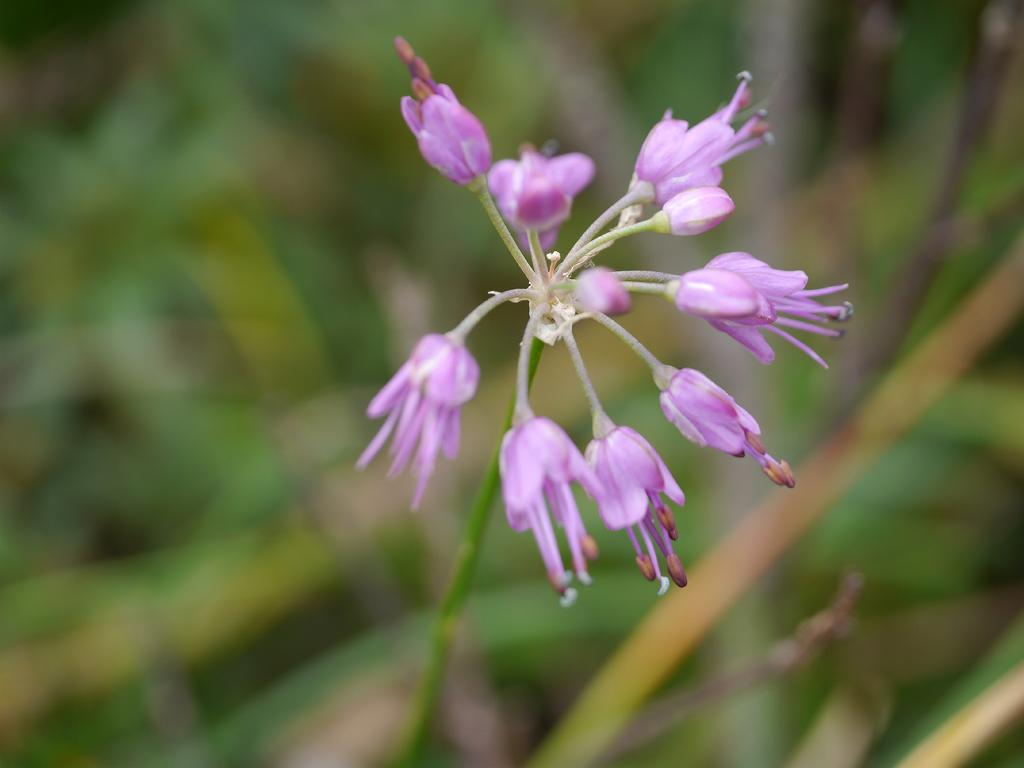
開花した状態
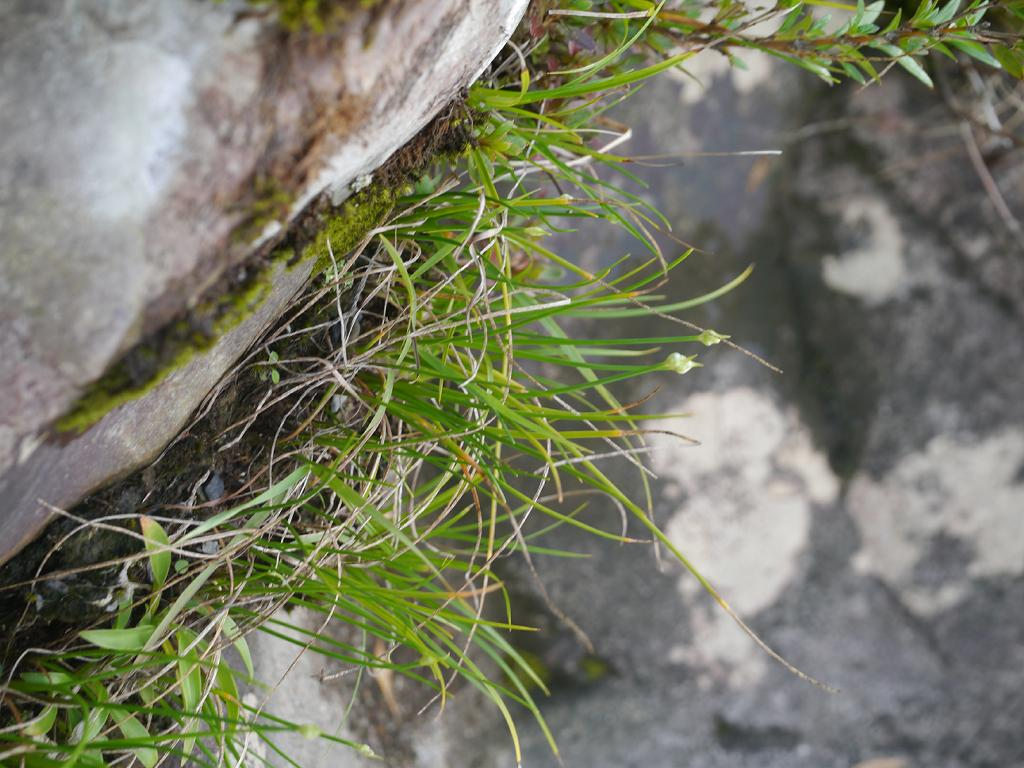
花茎が伸び出した状態 花はまだ苞の中
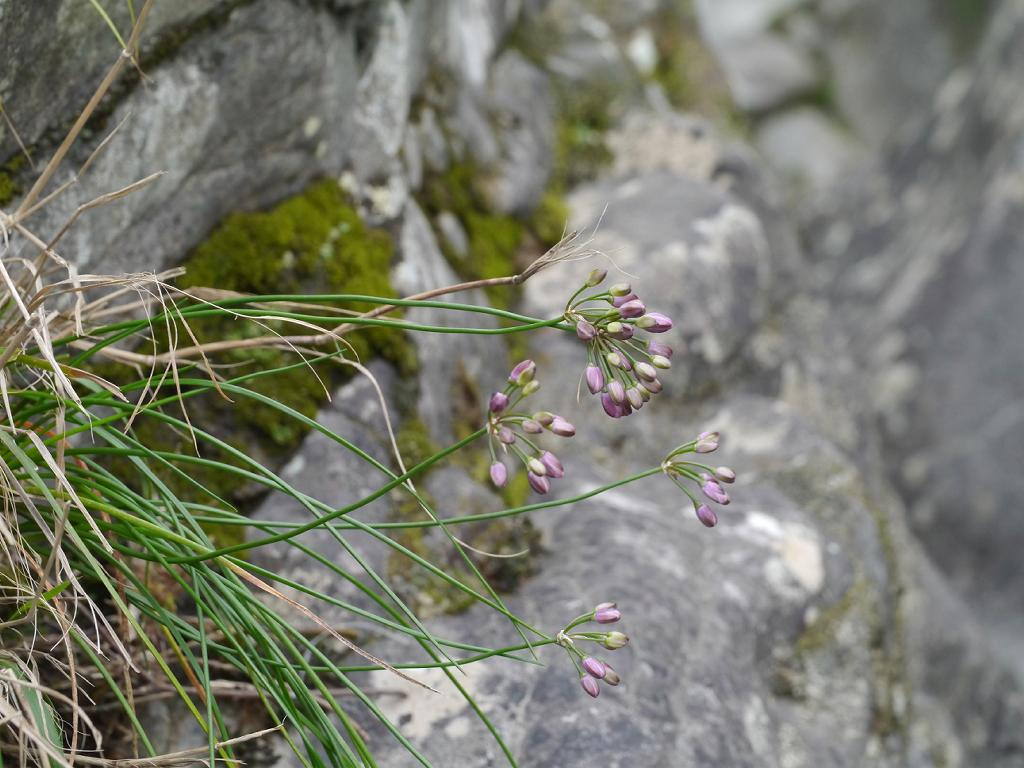
蕾の状態
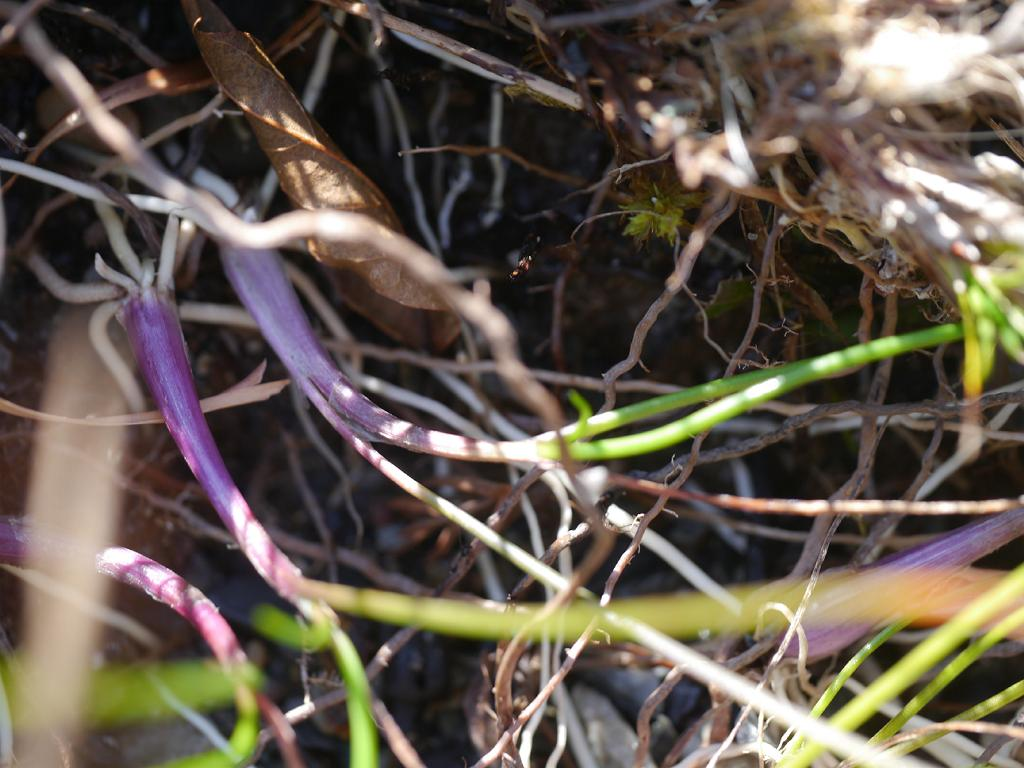
球茎と、そこから伸び出した葉の束と花茎が別に出ることを示す

## 分類
本種は元々長崎県平戸島に産するイトラッキョウ A. virgunculae の1変種 var. kiiense として記載されたものである。この種は花茎と葉の束が独立すること、花茎に葉がないこと、細い葉が中空ではないことなどの特徴でこの属でも独特のものとして記載されたものである。本種は当初この種の変種と考えられ、上記の学名を与えられた。また同種には屋久島産のヤクシマイトラッキョウがやはり変種 var. yakusimense として記載されていた。他方、鹿児島県甑島にも類似の植物があり、これは従はラッキョウ A. chinense 、あるいはヤマラッキョウ A. thunbergii として記録されてきたものであったが、これらとは異なりむしろイトラッキョウに近い形質を持つとのことから日本産のこの類の再検討が行われ、その結果、キイイトラッキョウはイトラッキョウとは別種と見なすべきとの判断となった。具体的な相違点としてが上記のイトラッキョウ群では花が上向きに咲き、花被片が大きく開き、白から淡い黄色であるのに対して本種は花被片が開ききらずその色が紅色であること、前者では花が上向きに咲くのに本種では横向きに咲くこと、前者では外花被片がボート型で内花被片は扁平なのに対して本種では両者ともにボート型であることなどがあげられている。これらのいずれも、その核型はイトラッキョウによく似たものであった。

## 分布と生育環境
分布はごく限られており、当初は紀伊半島（和歌山県、後に三重県からも報告がある）より知られ、佐竹他(1982)では他に岐阜県、山口県との記載がある。しかしその後愛知県からも報告された。いずれにせよその分布は限られた地域のみである。
川岸の岩の上や岩の隙間の砂の溜まったところに生え、増水時には水をかぶるところでもある。よくイネ科植物に混じって生えているため、花時でないと混同して見分けづらい。
明るくて競争者の少ないこのような環境でこそ生き残ったものだろうと矢原他監修(2015)は述べている。

## 保護の状況
絶滅危惧種に指定されている。環境省のレッドデータでは絶滅危惧II類に指定されており、分布している各県においてもそれぞれに指定を受けている。
分布が限られている上に花が美しく、山野草としての栽培目的で採集される。矢原他監修(2015)でも生育地で明らかに根こそぎに採集された後を見ることがあると憤慨しつつ述べてある。また生育条件が限られているため、環境の悪化による生育域条件悪化や減少も危惧されている。